# Alima Mahama
Hajia Alima Mahama (17 tháng 11 năm 1957 , Walewale, Vùng Đông Bắc) là một luật sư và từ tháng 1 năm 2005 đến tháng 1 năm 2009 Bộ trưởng phụ trách các vấn đề phụ nữ và trẻ em ở Ghana dưới thời Tổng thống John Kufuor. Cô hiện là Bộ trưởng Ghana của chính quyền địa phương và Phát triển nông thôn, bổ nhiệm vào văn phòng của Tổng thống Ghana Nana Akuffo-Addo trên 10 Tháng năm 2017. Cô là thành viên của quốc hội cho Nalerigu / Gambaga cử và một thành viên của Đảng yêu nước mới.

## Giáo dục
Alima Mahama có trình độ học vấn trung học phổ thông tại Trường Trung học Phổ thông Wesley Girls, Cape Coast. Cô tiếp tục việc học tại Đại học Ghana, nơi cô có bằng cử nhân Luật và Xã hội học . Tại Đại học Rutgers và Đại học Ottawa, cô có bằng sau đại học về Chính sách công và Lập kế hoạch và Quản lý phát triển. Cô cũng đã có bằng thạc sĩ về Nghiên cứu Phát triển của Viện Khoa học Xã hội, Hà Lan.

## Chính trị
Bà từng phục vụ trong chính phủ của John Agyekum Kufuor, trước hết là Bộ trưởng Bộ Phụ nữ và Trẻ em, Thứ trưởng Bộ Thương mại và Công nghiệp và Thứ trưởng Chính phủ Địa phương và Phát triển Nông thôn từ năm 2001 đến năm 2008  Alima Mahama đã tranh cử trong cuộc bầu cử năm 2016 trên vé của Đảng yêu nước mới (NPP) và giành chiến thắng với hơn 53% số phiếu trong khu vực bầu cử Nalerigu / Gambaga.

## Các hoạt động khác
- Clean Cooking Alliance, thành viên của Hội đồng lãnh đạo [12]

## Cuộc sống cá nhân
Alima Mahama đang ly dị với một đứa con.